# Meriones sacramenti
Meriones sacramenti é uma espécie de roedor da família Muridae.
Apenas pode ser encontrada em Israel.